# إيمي بيتز
إيمي بيتز (بالإنجليزية: Amy Piets)‏ (مواليد 5 مارس 1969- ) ممثلة أمريكية، عرفت بأدوارها في التليفزيون ومثلت في السينما. وهي حاصلة على جائزة نقابة ممثلي الشاشة للأداء المتميز لممثلة في سلسلة كوميديا عن دورها (آني سبادارو)، في المسلسل التلفزيوني لشبكة (ان بي سي)، (كارولين في المدينة) 1995-1999. لعبت إيمي أدوار بطولة في مسلسلات قصيرة مثل مسلسل (الملعون) 2000-2001، ومسلسل شبكة (ان بي سي) شبكة (اي بي سي) (رودني) 2004-2006، ومسلسل (غرباء في أمريكا) 2007-2008 لقناة (سي دبليو).

## الحياة الشخصية
ولدت إيمي في ميلواكي بولاية ويسكونسن. كانت طفلة متنباة لوالدين هما نانسي الممرضة، وسائق الشاحنة آرنولد بيتز. كانت في طفولتها تتدرب على رقص الباليه بغية احترافه، ثم اتجهت إلى التمثيل بسبب انخفاض الأجور في الباليه. درست الثانوية في مدرسة ميلوكي للفنون، وتخرجت من مدرسة المسرح في جامعة دي بول.
في عام 1997 تزوجت من الممثل كينيث ألان ويليامز، ثم انفصلت عنه وأنجبت ابنها بنيامين في الـ23 من العمر.

## روابط خارجية
- إيمي بيتز على موقع IMDb (الإنجليزية)
- إيمي بيتز على موقع ألو سيني (الفرنسية)
- إيمي بيتز على موقع أول موفي (الإنجليزية)
- إيمي بيتز على موقع قاعدة بيانات الأفلام السويدية (السويدية)
- إيمي بيتز على موقع إن إن دي بي (الإنجليزية)
- إيمي بيتز على موقع ديسكوغز (الإنجليزية)
- إيمي بيتز على موقع قاعدة بيانات الفيلم (الإنجليزية)
- إيمي بيتز على موقع كينوبويسك (الروسية)

- إيمي بيتز في قاعدة بيانات الأفلام على الإنترنت